# Gabrielle Martinez-Picabia

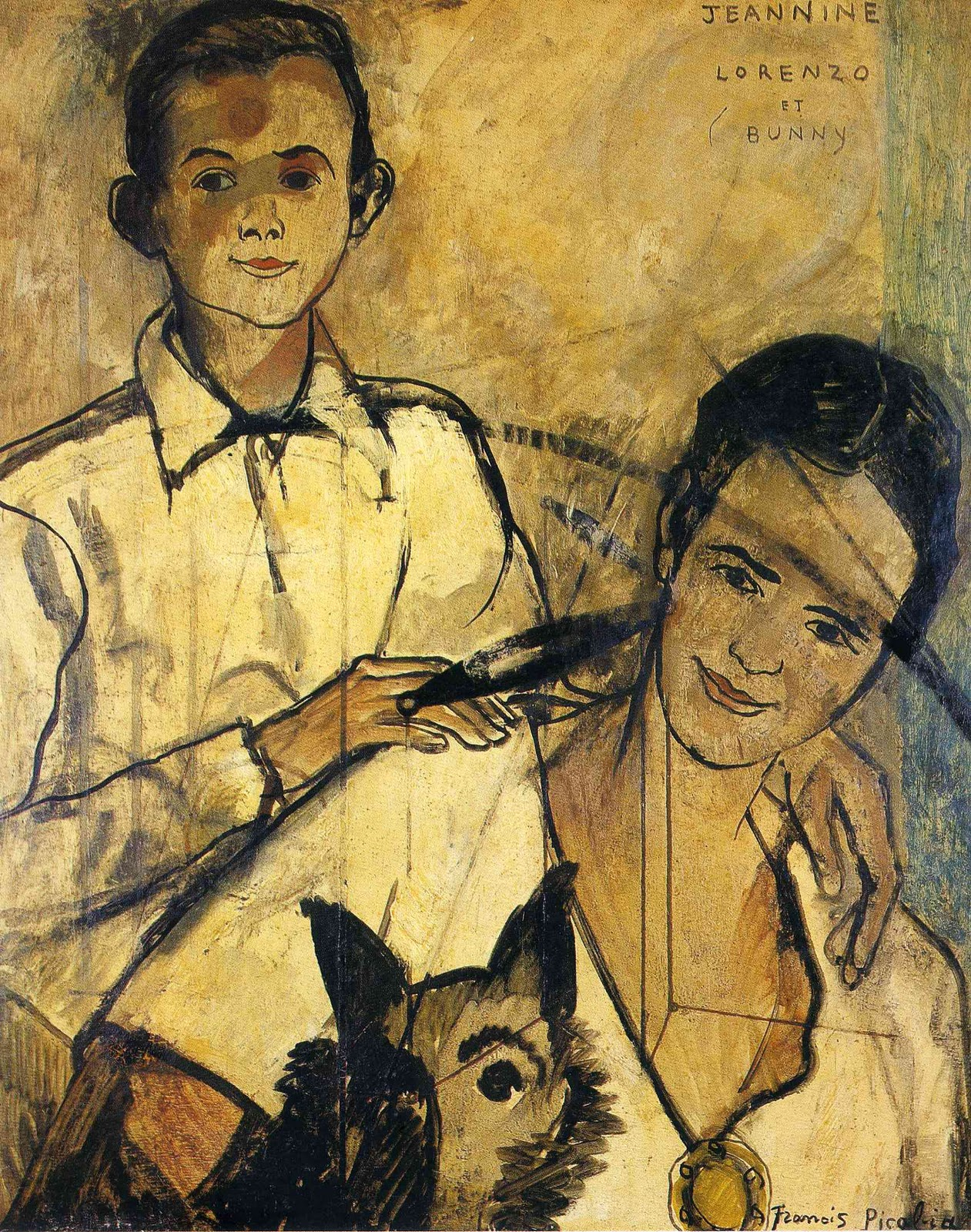
Portrait de Gabrielle (« Jeannine ») et son frère Vincent (« Lorenzo ») par leur père.

Gabrielle-Cécile Martinez-Picabia, dite « Jeanine », née le 19 juin 1913 à Saint-Cloud (actuellement dans les Hauts-de-Seine) et morte le 29 juin 1977 à Gonesse (Val-d'Oise), était une résistante française durant la Seconde Guerre mondiale, cheffe du réseau « Gloria SMH » (203 membres homologués). C'est une des rares femmes à avoir dirigé un réseau de résistance.

## Biographie
Elle est la fille de Francis Picabia, peintre, dessinateur et écrivain français, et de Gabriële Buffet-Picabia, musicienne et résistante française .

## Distinction
- Médaille de la Résistance française (décret du 12 mai 1943)[2]